# La Rivière-de-Corps
La Rivière-de-Corps is een gemeente in het Franse departement Aube in de regio Grand Est. De plaats maakt deel uit van het arrondissement Troyes. La Rivière-de-Corps telde op 1 januari 2022 3.681 inwoners.

## Geschiedenis
La Rivière-de-Corps maakte deel uit van het kanton Sainte-Savine totdat dit op 22 maart 2015 werd opgeheven en de gemeente werd opgenomen in het op die dag gevormde kanton Saint-André-les-Vergers.

## Geografie
De oppervlakte van La Rivière-de-Corps bedroeg op 1 januari 2022 7,26 vierkante kilometer; de bevolkingsdichtheid was toen 507 inwoners per km².
De onderstaande kaart toont de ligging van La Rivière-de-Corps met de belangrijkste infrastructuur en aangrenzende gemeenten.

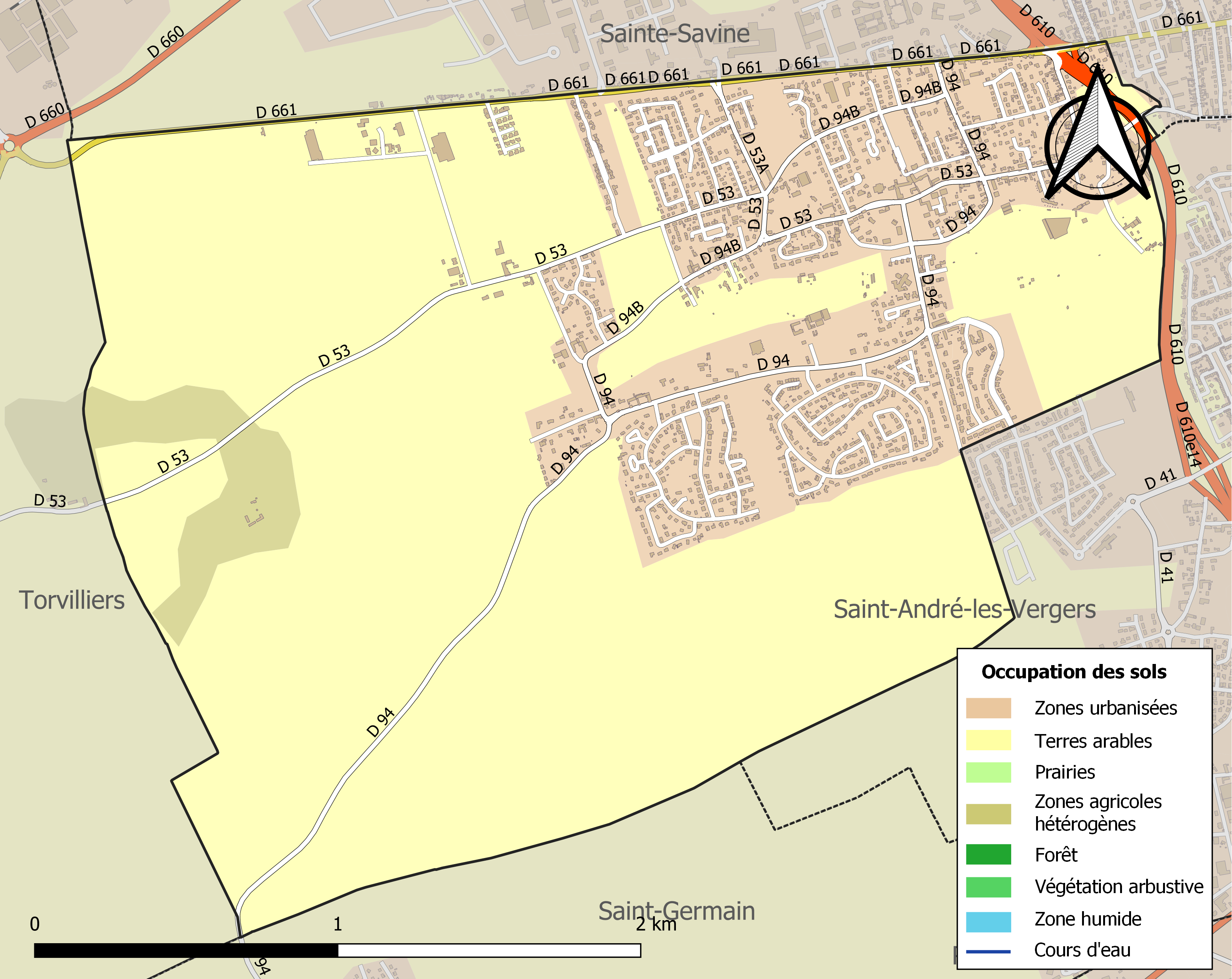

## Demografie
Onderstaande figuur toont het verloop van het inwonertal (bron: INSEE-tellingen).

Vanwege een beveiligingsprobleem met de MediaWiki Graph-software is het momenteel niet mogelijk deze grafiek weer te geven. Zodra de software is bijgewerkt zal de grafiek vanzelf weer zichtbaar worden.